# Подере ди Пођето (Фиренца)
Подере ди Пођето је насеље у Италији у округу Фиренца, региону Тоскана.
Према процени из 2011. у насељу је живело 27 становника. Насеље се налази на надморској висини од 142 м.